# Балка Суха Злодійка
Балка Суха Злодійка — балка (річка) в Україні у Березанському районі Миколаївської області. Права притока Тилігульського лиману (басейн Чорного моря).

## Опис
Довжина балки приблизно 6,33 км, найкоротша відстань між витоком і гирлом — 5,92 км, коефіцієнт звивистості річки — 1,07. Формується декількома струмками та загатами. На деяких ділянках балка пересихає.

## Розташування
Бере початок на південно-західній стороні від села Петрівка. Тече переважно на південний захід і на північній стороні від села Ташине впадає у Тилігульський лиман.

## Цікаві факти
- У XX столітті на балці існувала водокачка[2].